# Hear Me Now
"Hear Me Now" é uma canção gravada pelos DJs brasileiros Alok e Bruno Martini, e pelo cantor americano/brasileiro Zeeba. A canção foi lançada em 21 de outubro de 2016 pela Spinnin' Records e conseguiu em apenas um mês 10 milhões de visualizações no YouTube e consagrou Zeeba, a voz brasileira mais ouvida no mundo, o produtor musical Bruno Martini e Alok como os primeiros artistas brasileiros a conseguirem 100 milhões de execuções na plataforma de streaming Spotify e a chegar no top 50 de músicas mais tocadas no serviço. Foi certificada como disco de platina 3x no Brasil pela Pro-Música Brasil e na Itália pela Federazione Industria Musicale Italiana (FIMI), além de entrar em paradas musicais de vários países.
Hear Me Now é atualmente a canção de um artista brasileiro mais tocada do Spotify, com mais de 800 milhões de ouvintes.

## Antecedentes
Zeeba estava compondo algumas músicas para lançar em seu novo extended play (EP), primeiro de sua carreira solo depois de ter deixado a banda Bonavox. Ainda em Los Angeles, Estados Unidos ficou sabendo de um produtor brasileiro que havia trabalhado na Walt Disney Records, Bruno Martini. Ambos amigos de Johnny Franco, filho de Moacyr Franco, os dois se conheceram. Martini então começou a produzir o primeiro EP de Zeeba. Nesta época, Martini estava começando sua carreira solo e se apresentava em festas de hip-hop em São Paulo.
A primeira versão de "Hear Me Now" tinha o indie rock como gênero principal. Martini que tem um estúdio em São Paulo, despertou o interesse em Alok que precisava fazer algo para uma reportagem, ambos fizeram amizades. Alok então foi apresentado a Zeeba e ouviu "Hear Me Now", e então quis colaborar na música deixando mais eletrônica. Em entrevista, Alok disse: "[Ela] ainda era uma ideia. Eu achei que a música tinha super potencial e propus de produzir com eles. O resultado foi esse. A sinergia foi perfeita desde a produção até o lançamento."

## Composição
Zeeba ao produzir "Hear Me Now" estava na dúvida se deveria continuar com a música: ""Hear Me Now" foi exatamente para me motivar, era também uma mensagem de pai para filho, porque meu pai me ajudou muito nessa fase", disse.
A Noiseprn descreveu o gênero da música como "Brazilian Bass".

## Desempenho e recepção
A música foi muito bem recebida pelo público brasileiro e internacional, sendo executada milhões de vezes nas diversas plataformas de streaming. Em entrevista ao programa The Noite com Danilo Gentili, no mês de março de 2017, Alok, Bruno Martini e Zeeba comemoraram os números, revelando que no Spotify, até naquele momento, já somavam 140 milhões de execuções. Já no YouTube, as visualizações ultrapassavam os 67 milhões. O feito de ultrapassar os 100 milhões de execuções no Spotify na música brasileira foi inédito, O trio foi o primeiro, com a música "Hear Me Now".
Hoje, seu clipe ultrapassa a marca de mais de 300 milhões de visualizações no YouTube.

## Vídeo musical
O vídeo musical oficial da música foi lançado no YouTube pela Spinnin' Records, tendo este último mais de 557 milhões de visualizações desde 21 de outubro  de 2016.

## Faixas
1. "Hear Me Now" – 3:12
2. "Hear Me Now" (Club Edit) – 5:34[20]

## Desempenho nas tabelas musicais
| Tabela musical (2016)                             | Melhor posição |
| ------------------------------------------------- | -------------- |
| Áustria (Ö3 Austria Top 75)                       | 40             |
| Bélgica (Ultratip Bubbling Under de Flandres)     | 20             |
| Bélgica (Ultratip Bubbling Under da Valônia)      | 27             |
| Brasil (Brasil Hot 100)                           | 54             |
| Brasil (Brasil Hot Pop & Popular)                 | 6              |
| Brasil (Top 50 Streaming Mensal)                  | 38             |
| República Checa (Rádio Top 100)                   | 7              |
| República Checa (Singles Digitál Top 100)         | 28             |
| Dinamarca (Hitlisten)                             | 40             |
| Finlândia (Suomen virallinen lista)               | 14             |
| França (SNEP)                                     | 17             |
| México (Billboard)                                | 1              |
| O campo songid é OBRIGATÓRIO PARA PARADA ALEMÃ    | 50             |
| Hungria (Rádiós Top 40)                           | 26             |
| Itália (FIMI)                                     | 14             |
| Países Baixos (Dutch Top 40)                      | 34             |
| Países Baixos (Single Top 100)                    | 57             |
| Noruega (VG-lista)                                | 8              |
| Portugal (AFP)                                    | 19             |
| Eslováquia (Rádio Top 100)                        | 10             |
| Eslováquia (Singles Digitál Top 100)              | 41             |
| Suécia (Sverigetopplistan)                        | 11             |
| Suíça (Schweizer Hitparade)                       | 41             |
| Ucrânia Airplay (Tophit)                          | 1              |
| Estados Unidos (Billboard Dance/Electronic Songs) | 20             |

| Tabela musical (2017)                                 | Melhor posição |
| ----------------------------------------------------- | -------------- |
| França (SNEP)                                         | 139            |
| Hungria (Rádiós Top 40)                               | 84             |
| Itália (FIMI)                                         | 37             |
| Países Baixos (MegaCharts Dance)                      | 32             |
| Suécia (Sverigetopplistan)                            | 94             |
| Suíça (Schweizer Hitparade)                           | 78             |
| Estados Unidos (Billboard Hot Dance/Electronic Songs) | 69             |

## Certificações
| País | Certificação | Certificação (limiares de vendas) |
| --- | ------------ | --------------------------------- |
| Alemanha (BVMI) | Ouro         | 200,00^                           |
| Brasil (Pro-Música Brasil) | 3× Platina   | 300,00*                           |
| Dinamarca (IFPI Dinamarca) | Ouro         | 45,000^                           |
| França (SNEP) | Platina      | 150,000*                          |
| Itália (FIMI) | 3× Platina   | 150,000‡                          |
| *número de vendas baseado na certificação ^ figuras embarques com base apenas na certificação ‡ números não especificados baseando-se apenas na certificação |              |                                   |